# 香港の交通

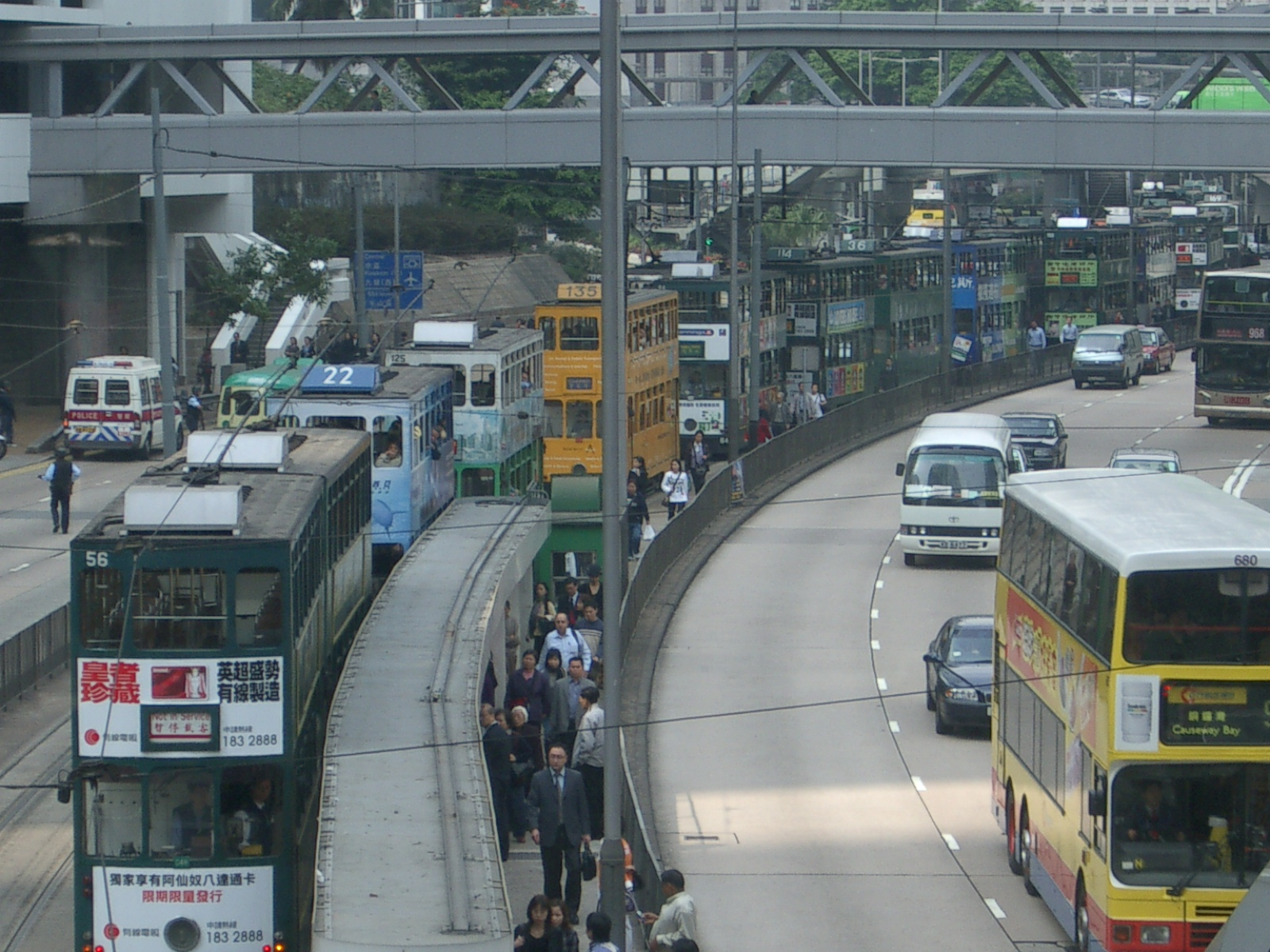
自動車とトラム、2階建てバスが走る香港島内の道路

この記事では、香港の交通（ほんこんのこうつう）について解説する。香港には、公共交通・一般交通を含めて、高度で精密な交通ネットワークがある。域内の鉄道、バス、ミニバス、フェリーの大部分はオクトパスカード（八達通）で利用できる。

## 鉄道

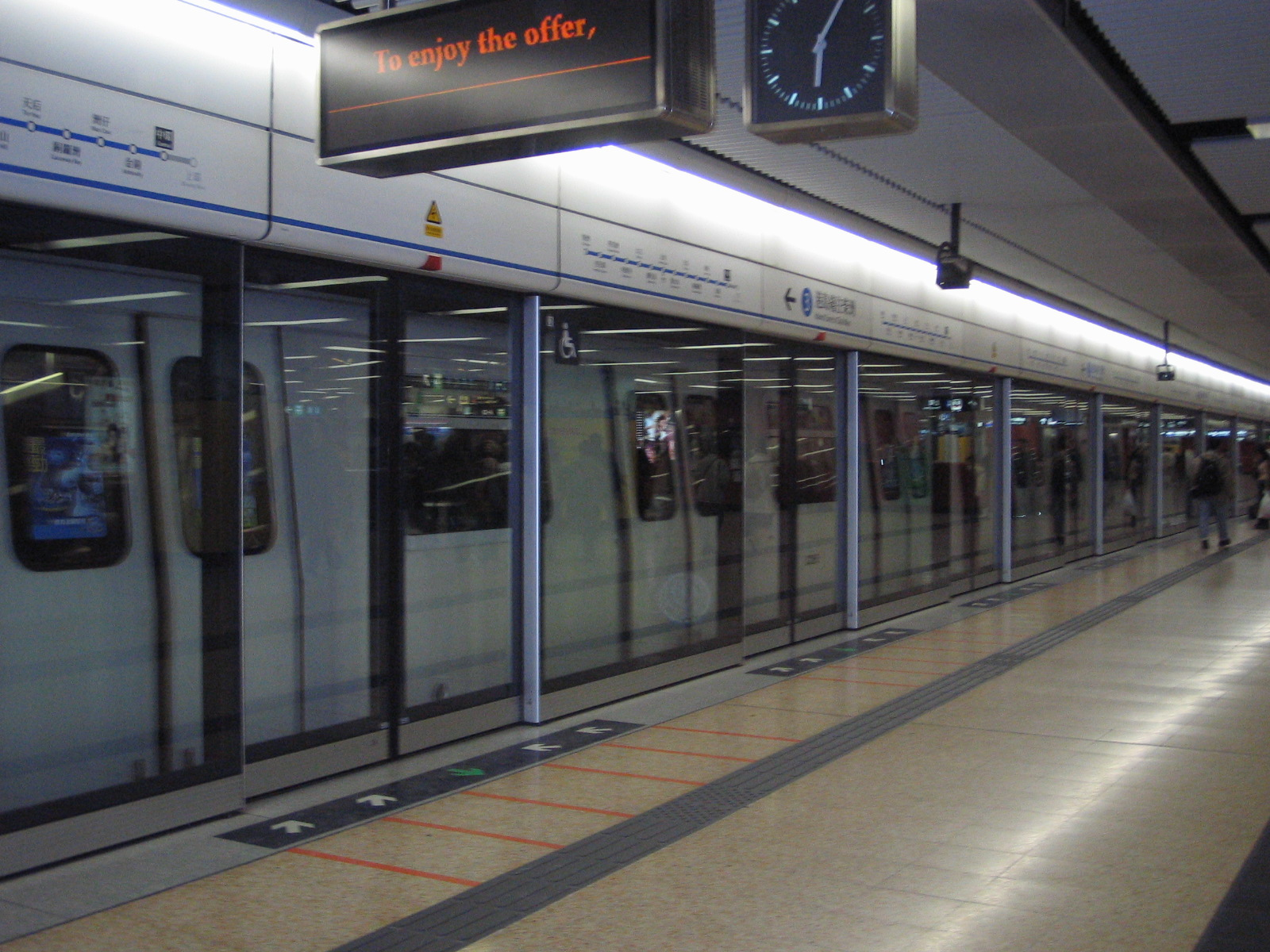
MTR

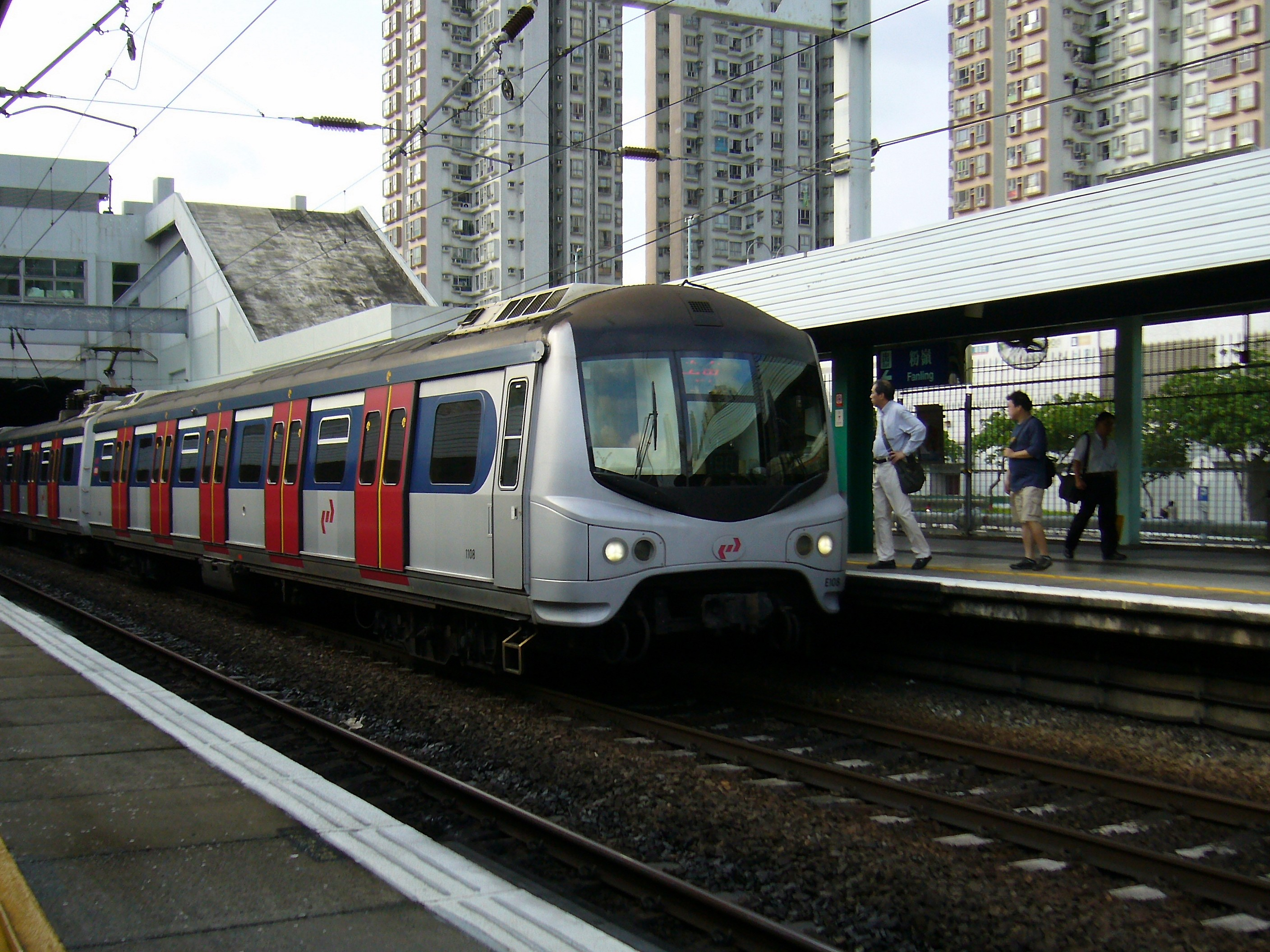
KCR (2007年12月2日よりMTRが運営)

香港島と九龍半島の間、及び新界など郊外のベッドタウンと中心部の間を、MTR（香港鉄路）の複数の路線が結んでいる。2007年12月2日より九広鉄路(KCR)社が運営していた九広東鉄や九広西鉄などの路線は、MTRの路線となった。
なお、香港国際空港と九龍との間は10分間隔で運行する「エアポート・エクスプレス（機場快線）」でわずか24分（香港島の場合は30分）で結ばれている。
広東省の省都である広州市との間は、2018年に香港西九龍駅まで開通した広深港高速鉄道と結ばれている。西九龍駅を発着する列車の多くは広州市内、深圳市内の駅との間で運行されているが、その他全国各都市からも列車が乗り入れている。西九龍駅を発着する列車が始発·終着とする都市は下記の通りである。
- 直轄市

・北京市　　　・上海市　　　・天津市　　　　・重慶市
・北京 (寝台列車)　　　・上海 (寝台列車)
- 広東省内の都市

・広州市　　　・深圳市　　　・汕頭市　　　　・湛江市
・肇慶市　　　・梅州市
- その他の都市

・武漢市　　　・長沙市　　　・西安市　　　・成都市
・廈門市　　　・福州市　　　・南寧市　　　・昆明市　　　　
・張家界市
2020年1月までは、MTRと中国鉄路総公司の共同運行する列車「広九直通列車」が、広州市と香港の間で運行されていた。また、北京市とは京九直通列車、上海市とは滬九直通列車で結ばれており、いずれの列車もMTR東鉄線の紅磡駅が香港側のターミナルとなっていた。また、一般の電車で国境手前の羅湖駅や落馬洲駅まで行けば、歩いて隣接する深圳に入ることもできる。
香港島内では1904年に開通した2階建てトラムが今も運行されており、賑やかな街中を縫うようにして走ることから観光客に人気がある。なお、同じく香港島内にあるヴィクトリアピークへは、ピークトラムというケーブルカーで連絡している。
ロープウェイでは、ランタオ島の東涌から昂坪までゴンピン360が営業運転しているほか、香港海洋公園内にも無料のものがある。

## バス

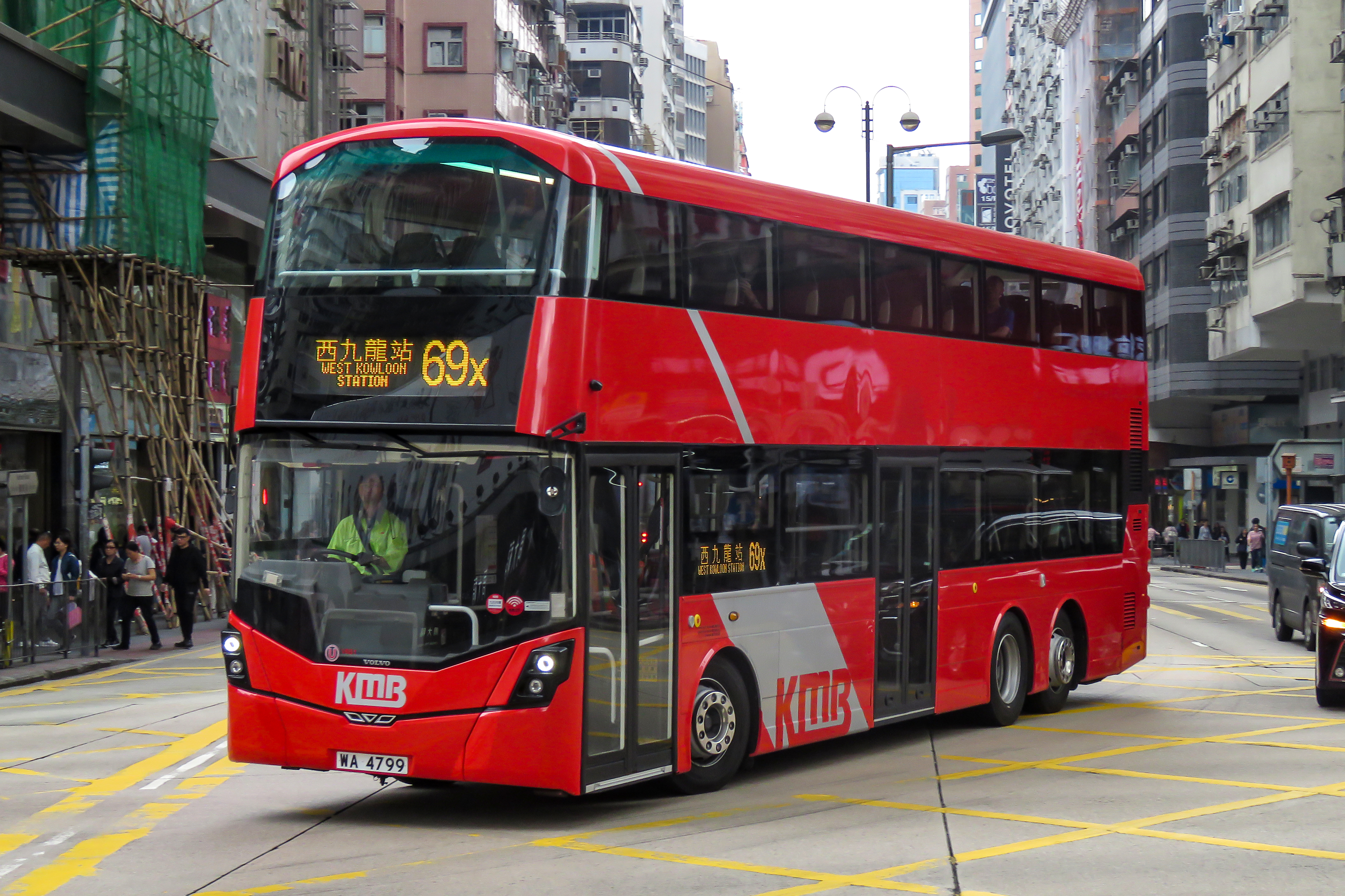
2階建てバス(KMB)

イギリスの植民地時代の名残である2階建てバス（ダブルデッカーバス）や小型バスによるバス路線網が香港島、九龍、新界の香港内のほぼ全域を網羅している。
大手バス会社が運行する2階建てバスの他、個人営業のミニバス（始発地と終点のみ決まっていて路線を固定せず運行する赤いバス〔ミニバス〕と、いわば小型路線バスというべき緑のバス〔マキシキャブ〕の2種類がある）が安価な足として親しまれている。
香港国際空港や九龍と広東省の広州、深圳、仏山、中山、恵州などとの間には香港の旅行会社が定期的に運行するバス便もある。

## タクシー

タクシー(香港・香港島)

香港のタクシーは運行地区別に車体の色が分かれている。離島以外・香港島・九龍、新界全域営業可能のは赤、ランタオ島内は青、新界のうち葵青区・沙田区・荃湾区以外のは緑）。なお、香港国際空港や香港ディズニーランドなどへは、運行区域に関わらず全てのタクシーが行くことができる。

## 一般車
島嶼部を除く殆どの道路が完全に舗装されている他、郊外との間は高速道路と一般道で結ばれている。また、香港島と九龍半島の間は3本の自動車トンネルで結ばれている。
自動車交通は元宗主国のイギリスや日本と同様に右ハンドル・左側通行となっている。これはイギリスの植民地時代からのものであり、ポルトガル領であったマカオも同様に右ハンドル・左側通行である。

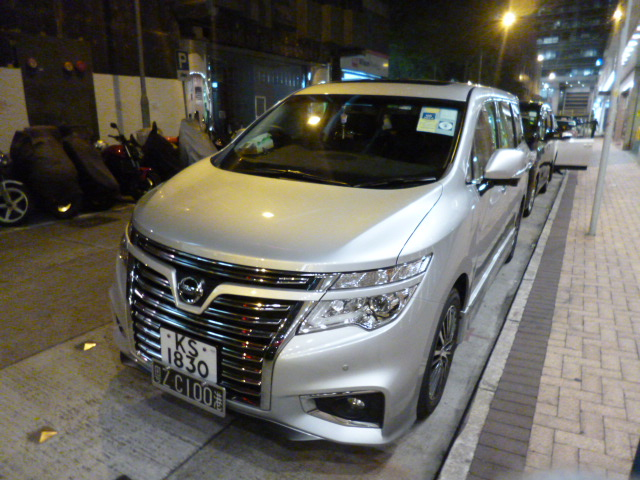
香港と中国本土のダブルナンバープレート装着車の例（車種は日産・エルグランド）

イギリスでは左ハンドル車の登録・使用は禁止されていないが、逆に香港では禁止されている。ただし例外として、主として中国本土で登録され、香港内ではその二次的に登録された自動車については、中国本土との境界を越えて香港内に乗り入れることが可能である（その逆のパターンも見られ、香港内で登録された香港ナンバーの右ハンドル車がその後中国本土で登録された場合も、中国本土で右ハンドル車が走ることになる）。その場合は香港のナンバープレートのほか、中華人民共和国（マカオの場合はマカオ）のダブルナンバー専用ナンバープレートも取得しておく必要がある。その車両には前後に2種類のナンバープレートを装着する必要がある。
道路標示は広東語と英語の両方で表記されている。道路標識はその2カ国語で表示されていること以外は基本的に旧宗主国のイギリスのものと同じ仕様である。
なお、ナンバープレートは同じ文字と番号の組み合わせで、前は白色、後は黄色となる。また、車両に対して発行されるのではなく、所有者に対して発行されるので、基本的には他車に乗り換えてもその組み合わせが使われることになる。ちなみに、サイズと色が規格内であれば自分でナンバープレートを作ることもできるため、プライベートのナンバープレート製作店が存在する。
文字と番号はイギリスの植民地時代から、元宗主国のイギリス同様売買されており、アルファベット無しの「9」のナンバーが、自動車のナンバープレートとしては世界最高値の1300万香港ドルで落札されたという記録がある（「九」と「久」は広東語でも同じ発音で「永久」に通じ、縁起のいい数字とされている）。この他、「儲かる」、「財産を築く」の意味に通じる「發」と発音が似ている「八」のナンバーが珍重されており、「8888」などのゾロ目のナンバーは高値で取引されている（これは携帯電話の番号などでも顕著である）。ナンバーは政府から発行される場合は英字２文字＋数字４桁であるが、英数字の組み合わせで過去に登録がなければ、有料で好きな組み合わせを申請することも可能である。

## 高速道路
現在、香港の高速道路は、文錦渡、沙頭角、落馬洲（1989年から。本土側は皇崗）、深圳湾（深港西部通道：本土側に双方の施設を集約）において、中華人民共和国本土側の深圳へ乗り入れが可能である。さらに2018年10月には、海を跨いてランタオ島からマカオ・珠海に至る港珠澳大橋が開通した(開通式は同月23日、一般車両の通行は24日から)。
ただし、中華人民共和国側に乗り入れる自動車は香港のナンバープレートのほか、中華人民共和国（マカオの場合はマカオ）のダブルナンバー専用ナンバープレートも取得しておく必要がある。特に港珠澳大橋については、一般車両の通行には台数限定の専用ライセンスが必要である。
トラックによる越境貨物運送も盛んに行われている。

## 人力車
1980年代までは香港島のスターフェリー（天星小輪）乗り場付近で、観光客向けの人力車が営業していたが、現在は見られなくなっている。

## エスカレーター

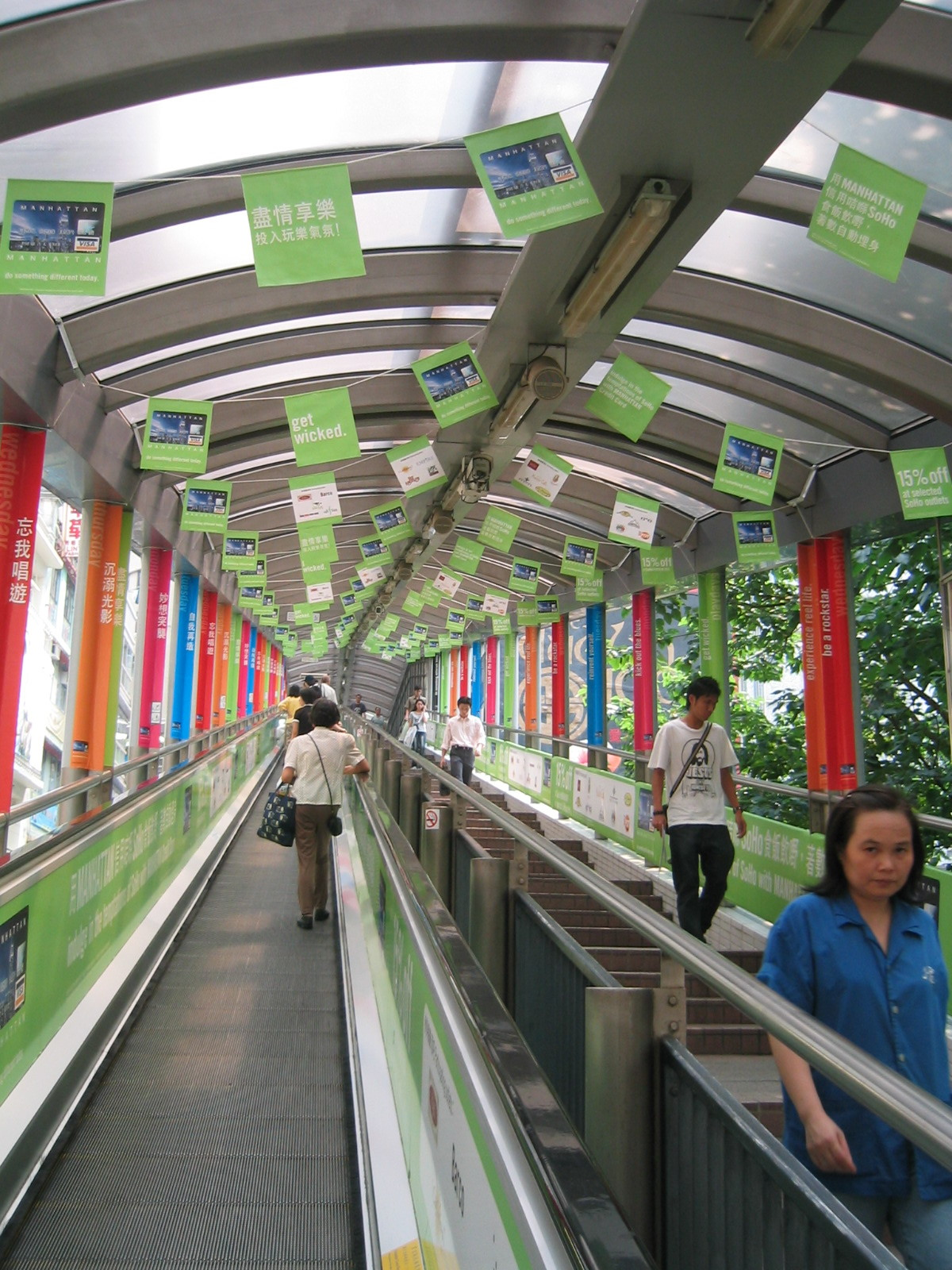
中環至半山自動扶梯

中環至半山自動扶梯（ミッドレベル・エスカレーター）という世界一の長さのエスカレーターは、香港島のビジネス街中環から、高台の高級住宅地「半山區」（ミッドレベルズ）にいたる。

## フェリー

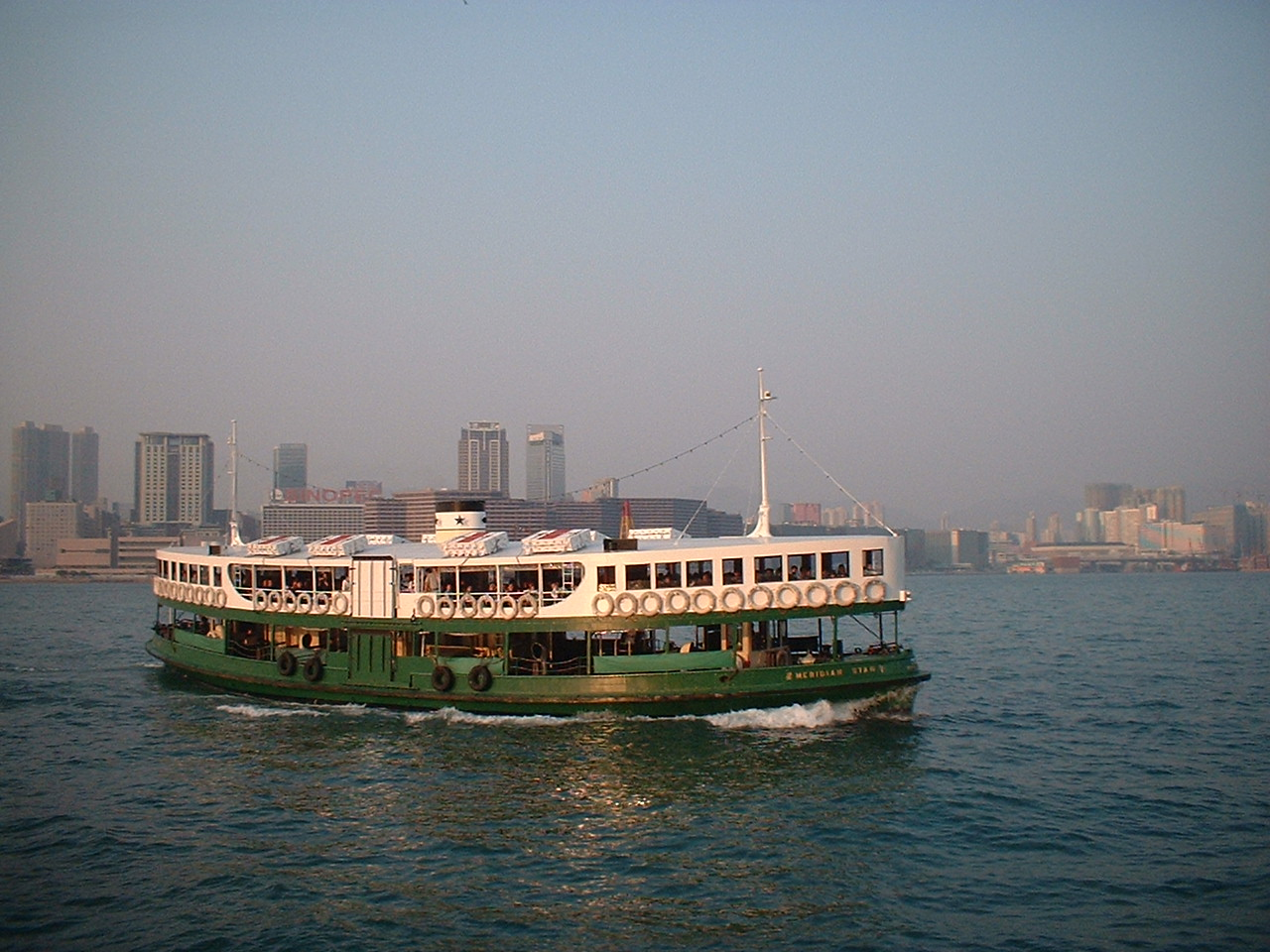
スターフェリー

スターフェリー（天星小輪）をはじめとして、数社により複数の航路の横断フェリーが運航されており、市民の足として重宝されているだけでなく、特にスターフェリーは尖沙咀～中環・湾仔間という観光地間を結んでいることから、短いクルーズを楽しもうとする観光客の間で人気である。
また、ランタオ島（大嶼山）やラマ島（南ㄚ島）などの離島（特に、ある程度の規模の定住者のある島や、海水浴シーズンのリゾート島）と香港島・九龍半島などの間にも、定期のフェリー便が頻繁に通っている。
香港仔（アバディーン）やランタオ島の大澳には、サンパンを使った観光クルーズもある。

## 高速船

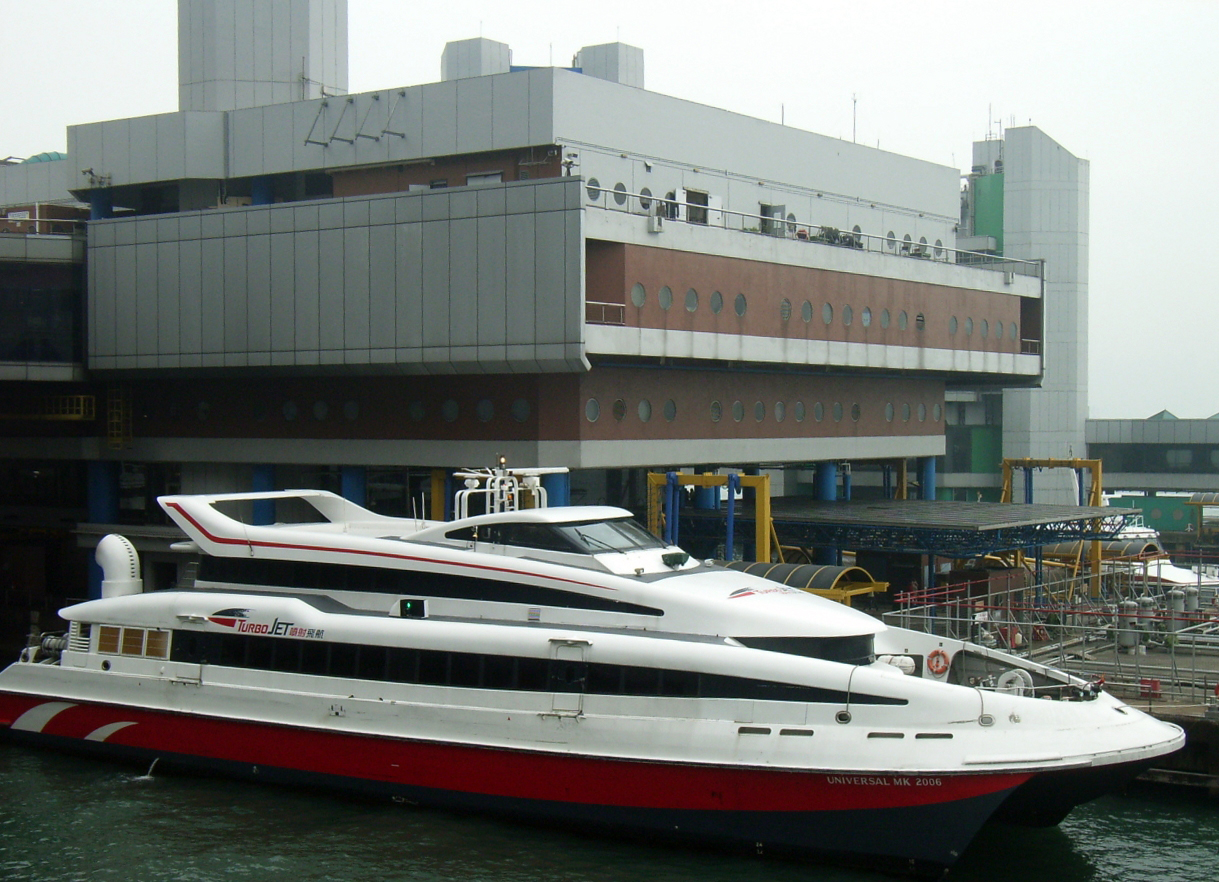
香港のマカオ・フェリー・ターミナル(港澳碼頭)

隣接する諸都市との間には、高速船による航路が運航されている。マカオには、上環のマカオ・フェリー・ターミナル（港澳碼頭）からTurboJET（噴射飛航）社やCOTAIJET社が運航する水中翼船やジェットフォイルによる定期便が5-15分間隔で24時間運航されている。
また、これに比べ便数は少ないが、九龍の中港城や香港国際空港のスカイ・ピアからも発着している。マカオ住民が海外とのアクセスに香港国際空港を利用するために、これらの海路を利用することも多い。
広東省内の広州市や東莞市の虎門、珠海市、深圳の蛇口、中山市などへは九龍の中港城から高速船が多く出ている。また、香港は古くから国際航路の重要な寄港地として知られているが、近年では南シナ海を運航する大型クルーズ船の寄港地としても知られており、多くの大型クルーズ船が九龍半島にある客船ターミナルに発着している。

## 航空

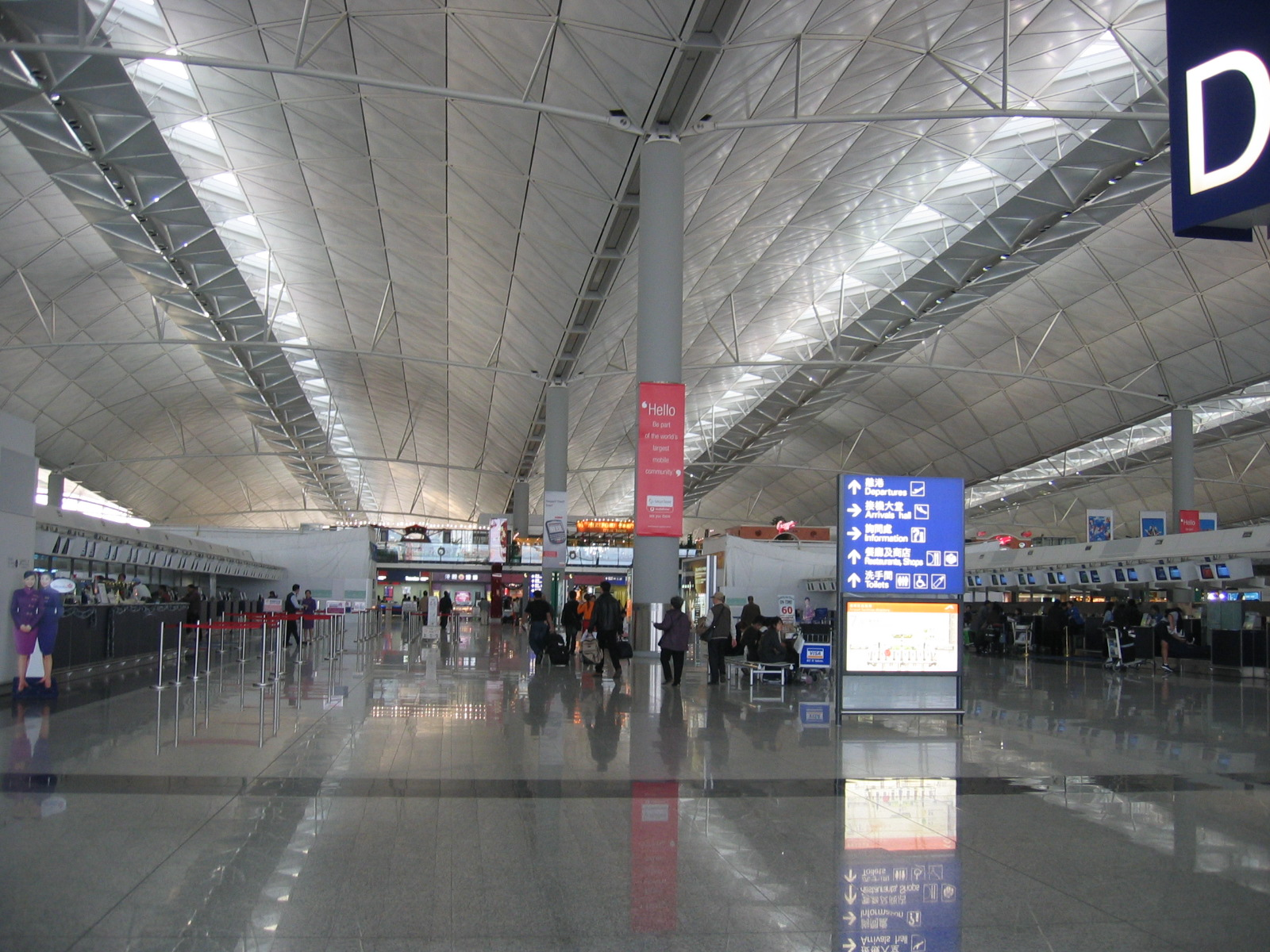
香港国際空港

香港をベースとする航空会社としてキャセイパシフィック航空、香港航空、香港エクスプレス、キャセイドラゴン航空、貨物専門航空会社のエア・ホンコンがある。特にキャセイパシフィック航空は、香港を代表するフラッグ・キャリアである。香港には民間旅客機が発着できる空港が1箇所しかない上、香港の領域が狭いことから全てが国際線の運航となっている。
第二次世界大戦前から使われていた九龍地区の旧香港国際空港、通称啓徳空港（KaiTak Airport）に代わり、新界地区のランタオ島北側にあるチェク・ラプ・コック（赤鱲角）島を造成、新しい空の玄関として香港国際空港が建設され、1998年7月に開港した。現在は旧宗主国であるイギリスとの間や中華人民共和国本土、中華民国や近隣アジア諸国との間には頻繁に航空便が運航されており、特に中華民国の台北近郊にある台湾桃園国際空港との間には、日中は1時間に1本以上の割合で運航されている。
なお、マカオとの間には航空便は運航されていないが、ヘリコプターによる定期便が香港島の上環にあるマカオフェリーターミナルの屋上とマカオのフェリーターミナルとの間で運航されている。

### 日本との定期便

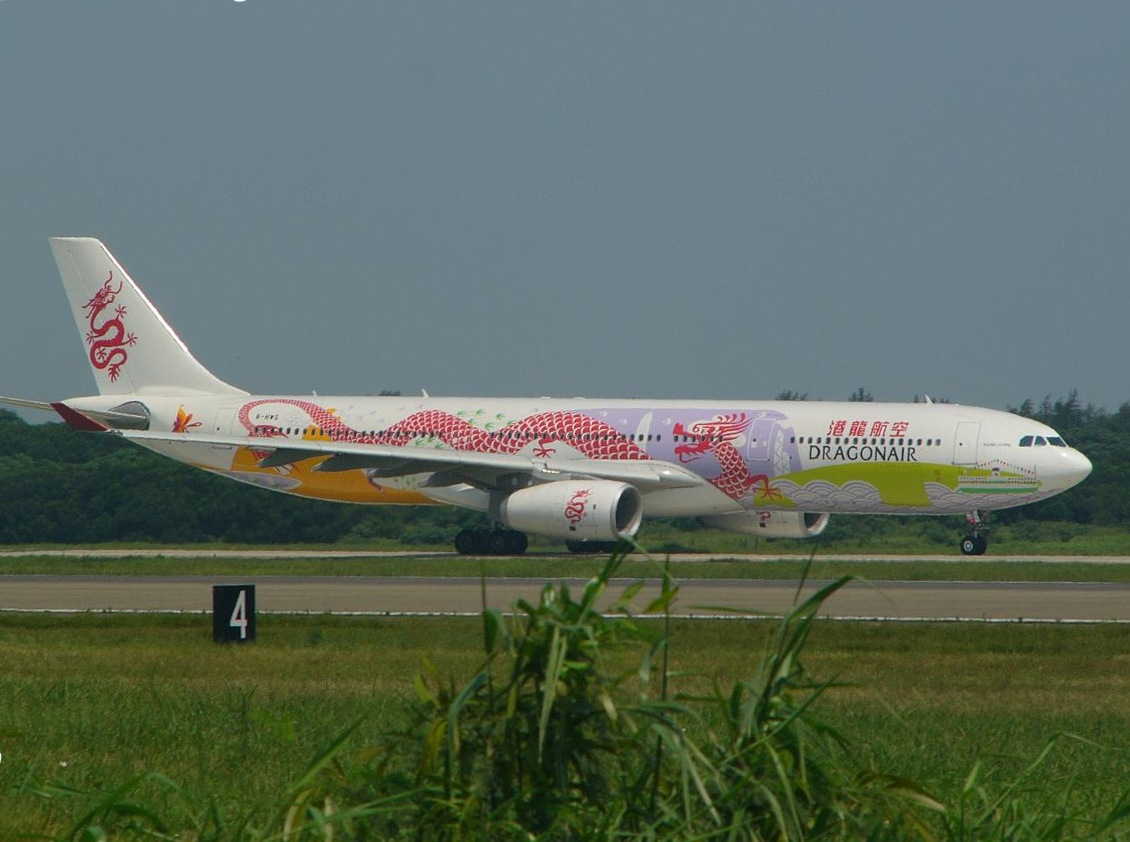
キャセイドラゴン航空

定期便は以下の空港から出ており、他にもチャーター便が各地に数多く運航されている。
- 成田国際空港 - キャセイパシフィック航空、香港航空、日本航空、全日本空輸、香港エクスプレス、ジェットスター、Peach Aviation、グレーター・ベイ航空
- 東京国際空港(羽田) - キャセイパシフィック航空、日本航空、全日本空輸、キャセイドラゴン航空、香港エクスプレス
- 関西国際空港 - キャセイパシフィック航空、日本航空、全日本空輸、香港エクスプレス、Peach Aviation、グレーター・ベイ航空
- 中部国際空港 - キャセイパシフィック航空、香港エクスプレス、香港航空、全日本空輸
- 新千歳空港 - キャセイパシフィック航空、香港航空
- 福岡空港 - キャセイパシフィック航空、香港エクスプレス
- 広島空港 - キャセイドラゴン航空、香港エクスプレス
- 岡山空港 - 香港航空
- 高松空港 - 香港エクスプレス
- 米子空港 - 香港航空
- 長崎空港 - 香港エクスプレス
- 熊本空港 - 香港エクスプレス
- 宮崎空港 - 香港航空
- 鹿児島空港 - 香港航空
- 那覇空港 - キャセイドラゴン航空、香港エクスプレス、Peach Aviation
- 下地島空港 - 香港エクスプレス
- 石垣空港 - 香港エクスプレス

2010年の冬季限定であるが、香港ドラゴン航空が仙台空港から週3便運航していた。
キャセイパシフィック航空やキャセイドラゴン航空などでは、中華民国の台北近郊にある台湾桃園国際空港経由で就航している便もある。また台湾桃園国際空港経由ではチャイナエアラインやエバー航空などの中華民国の、上海浦東国際空港経由などでは中国東方航空や上海航空と言った中華人民共和国の航空会社を使い、日本の各都市から乗り継ぎで香港へ行く事も可能である。
なお、客船による海路での定期便は運航されていないが、不定期に運航されているクルーズ客船や貨客船を利用すれば渡航することは可能である。